# Dřezovec v Kožlí
Dřezovec v Kožlí roste u silnice z obce Kožlí do Hněvkovic. Památný dřezovec trojtrnný (Gleditsia triacanthos) roste nad silnicí, je vysoký asi 16 m a obvod kmene má asi 265 cm.
Jako památný strom byl vyhlášen v roce 1988 pro svoji velikost.